# Pic de Reichenow
Campethera scriptoricauda
Espèce
Statut de conservation UICN

 LC  : Préoccupation mineure
Synonymes
- Campethera bennettii scriptoricauda

Le Pic de Reichenow (Campethera scriptoricauda) est une espèce d'oiseau de la famille des Picidae. 

## Répartition
Son aire de répartition s'étend sur la Tanzanie, le Malawi et le Mozambique. Il a parfois été observé vers Mombasa (Kenya).

## Taxonomie
Cet oiseau est considéré par certains auteurs* ,, comme une sous-espèce du Pic de Bennett.